# Гвіздецьке нафтове родовище
Гвіздецьке нафтове родовище — належить до Бориславсько-Покутського нафтогазоносного району Передкарпатської нафтогазоносної області Західного нафтогазоносного регіону України.

## Опис
Розташоване у Богородчанському районі Івано-Франківської області на відстані 12 км від м. Богородчани.
Приурочене до четвертого ярусу структур південно-східної частини Бориславсько-Покутської зони. Гвіздецька складка виявлена в 1962 р. Це антикліналь субмеридіонального простягання, яка є фронтальною у четвертому ярусі. Розміри складки 4,4х1,4 м, висота понад 600 м. 
Перший промисловий приплив нафти отримано в 1963 р. з середньоменілітових відкладів з інт. 1750-1840 м. 
Поклади пластові, склепінчасті, тектонічно екрановані. Режим Покладів пружний та розчиненого газу. 
Експлуатується з 1963 р. Запаси початкові видобувні категорій А+В+С1: нафти — 1297 тис. т; розчиненого газу — 459 млн. м³. Густина дегазованої нафти 851—870 кг/м³. Вміст сірки у нафті 0,21-0,27 мас.%. 